# 劉畿
劉畿（1509年—1569年），字朝宗，又字子京，號羽泉，直隸蘇州府長洲縣人，明朝政治人物，嘉靖進士，累官南京兵部右侍郎。

## 生平
嘉靖二十五年（1546年）丙午科應天府鄉試第五十名舉人，嘉靖二十九年（1550年）庚戌科會試第三百十二名，三甲一百三十九名進士。授浙江瑞安縣知縣，抵禦倭寇有功，擢吏科給事中。三十八年二月升工科右，监大玄都殿工及玉熙宫工，三十九年九月升通政使司参议，仍兼前职，管工如故。四十一年三月以万寿宫完工，升太仆寺少卿，十月以皇极等殿工完，升一级，四十二年五月官太僕寺卿，十一月升順天府府尹，四十三年七月以都察院右副都御史、提督军务、巡撫浙江，四十五年浙江开化、江西德兴矿贼作乱，劫掠直隶徽宁等处，给事中严从简请加刘畿为总督浙直江西军务，加兵部右侍郎銜，兼都察院右佥都御史，不妨巡抚。同年闰十月礦賊被剿滅，劉畿升任南京兵部右侍郎。隆慶元年（1567年）八月以病乞归，不许，二年春再请，乃许就医于家，三年九月卒，年六十一。

## 家族
曾祖劉滸，曾任承事郎；祖父劉桐，曾任知縣；父劉點，曾任陰陽正術。母陳氏；繼母都氏。慈侍下。弟劉坊、劉堪。